# ボブ・デイヴィス
ロバート・エドリス・デイヴィス (Robert Edris Davies, 1920年1月15日 - 1990年4月22日) は、アメリカ合衆国ペンシルベニア州ハリスバーグ出身の元バスケットボール選手。シートン・ホール大学ではカレッジバスケのスター選手として活躍。1950年代のNBA、ロチェスター・ロイヤルズの主力選手にして1951年の優勝メンバーであり、1970年には殿堂入りを果たした名選手だった。

## 経歴

### 大学キャリア
シートン・ホール大学に進学したデイヴィスは、元は野球奨学金を得ての入学だったが、彼のプレイを見た大学のコーチ、ハニー・ラッセルの勧めにより、バスケットボール選手となることを決意。彼は大学通算成績11.2得点と決して優秀なスコアラーではなかったが、非凡なパスセンスを備えたプレイメーカーとして頭角を現した。同校はデイヴィスに率いられ、1939年から1941年の間は43連勝という無類の強さを誇り、1941年の3月にマディソン・スクエア・ガーデンで行われた試合では、当時のバスケットボールの試合における最多観客動員数18403人を動員。デイヴィスとチームは大観衆の前で、ロードアイランド大学を破った。

### プロキャリア
大学卒業後、地方リーグでプレイしていたデイヴィスは第二次世界大戦の勃発に伴い海軍で兵役に就き、終戦後は1946年に創設されたプロバスケットボールリーグNBLのロチェスター・ロイヤルズ（後のサクラメント・キングス）に入団。デイヴィスに牽引されたロイヤルズは創設1年目にしてNBLチャンピオンとなり、その後も3年連続ファイナルに進出。デイヴィス個人は1946-47シーズンにはNBLのシーズンMVPを獲得している。
ロイヤルズは1948年にBAA（NBAの前身）に引き抜かれ、デイヴィスのNBAでのキャリアがスタートした。デイヴィスはNBAでもリーグを代表する選手として活躍し、このシーズンには通算321アシスト（平均5.4アシスト）を記録してアシスト王に輝き、オールNBA1stチームにも選出された。以後デイヴィスは4シーズン連続で同チームに選出されている。ロイヤルズはNBA加盟後も高い得点能力を誇るチームとして強豪の座を守り抜き、デイヴィスとボビー・ヴァンツァーはリーグ屈指のバックコートコンビとされ、またインサイドにはセンターのアーニー・ライゼンが陣取るという充実した陣容を誇った。1951年にはファイナルに進出し、ニューヨーク・ニックスと対決。シリーズは第7戦までもつれる接戦となったが、第7戦終盤にデイヴィスが勝率を決定付けるフリースローを決め、ロイヤルズが優勝を果たした。翌シーズンもデイヴィスは16.2得点6.0アシストの好成績を残すが、ロイヤルズは徐々に衰退を始め、タイトルからは遠ざかった。そしてデイヴィスは35歳となった1954-55シーズンを最後に、現役から退いた。
NBA（BAA）通算成績は6594得点（平均14.3得点）2250アシスト（平均4.9アシスト）だった。

## プレースタイルと業績
デイヴィスはNBAにとって最初に登場した"真の司令塔"であったと言える。デイヴィスがNBAに加入しアシスト王に輝いた時の成績は5.4アシストと、前季のアシスト王ハウイー・ダルマーが記録した2.5アシストと比べ、その数字は驚異的であったことが分かる。以後、NBAはアンディ・フィリップやボブ・クージーなどの活躍でポイントガードというポジションの重要性が飛躍的に高まっていくが、デイヴィスは彼らの先駆け的存在だった。
また一般的にクージーによって広められたとされるビハインド・ザ・バック・ドリブルも、大学時代のコーチ、ハニー・ラッセルの証言によれば、デイヴィスが最初だったという。彼が時に見せるビハインド・ザ・バッグやレッグ・スルーなどのトリッキーなプレイで、"ハリスバーグ・フーディーニ"という異名を頂戴した。
- NBL MVP：1947年
- オールNBA（BAA）1stチーム：1949年, 1950年, 1951年, 1952年
- オールNBA2ndチーム：1953年
- NBAオールスターゲーム：1951年, 1952年, 1953年, 1954年
- 殿堂入り
- NBA25周年オールタイムチーム

背番号『11』はサクラメント・キングスの永久欠番となっている。

## コーチキャリア
デイヴィスはロチェスター・ロイヤルズ所属時の1946年から、母校のシートン・ホール大学で1シーズンだけ指揮を執り、24勝3敗の成績に導いた。現役引退後はゲティスバーグ・カレッジで2シーズンだけ采配を振った。

## 個人成績
| *      | リーグ1位       |
| 太字   | キャリアハイ    |
| dagger | NBAチャンピオン |

### レギュラーシーズン
| Season   | Team     | GP  | MPG  | FG%  | FT%  | RPG | APG  | PPG  |
| -------- | -------- | --- | ---- | ---- | ---- | --- | ---- | ---- |
| 1948-49  | ROC      | 60  | –    | .364 | .776 | –   | 5.4* | 15.1 |
| 1949-50  | ROC      | 64  | –    | .357 | .752 | –   | 4.6  | 14.0 |
| 1950-51  | ROC      | 63  | –    | .372 | .795 | 3.1 | 4.6  | 15.2 |
| 1951-52  | ROC      | 65  | 36.8 | .383 | .776 | 2.9 | 6.0  | 16.2 |
| 1952-53  | ROC      | 66  | 33.6 | .385 | .753 | 3.0 | 4.2  | 15.6 |
| 1953-54  | ROC      | 72  | 29.7 | .371 | .718 | 2.7 | 4.5  | 12.3 |
| 1954-55  | ROC      | 72  | 26.0 | .415 | .751 | 2.8 | 4.9  | 12.1 |
| Career   | Career   | 462 | 31.3 | .378 | .759 | 2.9 | 4.9  | 14.3 |
| All-Star | All-Star | 4   | 18.8 | .475 | .714 | 3.3 | 4.3  | 12.0 |

### プレーオフ
| Year   | Team   | GP | MPG  | FG%  | FT%  | RPG | APG | PPG  |
| ------ | ------ | -- | ---- | ---- | ---- | --- | --- | ---- |
| 1949   | ROC    | 4  | –    | .373 | .769 | –   | 3.3 | 12.0 |
| 1950   | ROC    | 2  | –    | .235 | .875 | –   | 4.5 | 7.5  |
| 1951   | ROC    | 14 | –    | .338 | .800 | 3.1 | 5.4 | 15.9 |
| 1952   | ROC    | 6  | 38.8 | .402 | .818 | 2.2 | 4.7 | 19.8 |
| 1953   | ROC    | 3  | 30.3 | .207 | .700 | 1.3 | 4.7 | 8.7  |
| 1954   | ROC    | 6  | 28.7 | .327 | .739 | 2.0 | 2.3 | 8.5  |
| 1955   | ROC    | 3  | 25.0 | .333 | .750 | 2.0 | 3.0 | 8.3  |
| Career | Career | 38 | 31.7 | .341 | .788 | 2.4 | 4.3 | 13.3 |